# Méharée

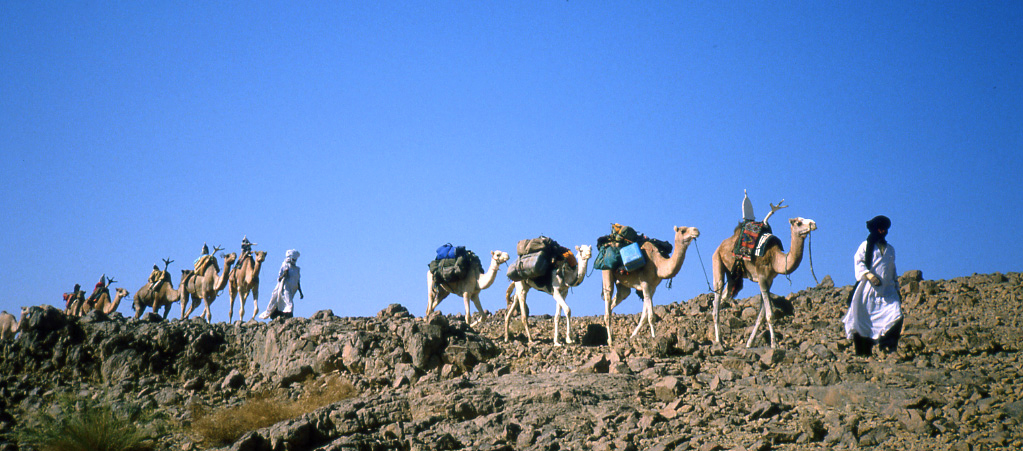
Uma méharée no Maciço de Hoggar, Argélia

Uma méharée (pronúncia: "mêharêe") é um passeio no deserto feito a cavalo de dromedários do tipo méhari. O méhari é um animal considerado nobre por excelência, elegante, longilíneo e de passo altivo, bem adaptado às razias e corridas.
Os movimentos numa méharée fazem-se da mesma maneira que numa caravana de beduínos.
O exército colonial francês teve unidades meharistas, isto é cavalaria que usava dromedários em vez de cavalos, que atuavam sobretudo no Saara argelino.